# Kirschweiler
Kirschweiler település Németországban, Rajna-vidék-Pfalz tartományban. Lakosainak száma 1050 fő (2023. december 31.).

## Népesség
A település népességének változása:
| Lakosok száma | 1243 | 1070 | 1047 | 1031 | 1046 | 1050 |
|               | 1975 | 2017 | 2019 | 2021 | 2022 | 2023 |